# بنیسیا (کالیفرنیا)
بنیسیا شهری ساحلی در شهرستان سولانو واقع در ایالت کالیفرنیا در آمریکا می‌باشد. این اولین شهر در کالیفرنیا بود که توسط آمریکایی-انگلیسی‌ها بناشد و به مدت سیزده ماه مرکز ایالت بود. جمعیت این شهر برابر با آمارگیری سال ۲۰۰۰ معادل ۲۶٬۸۶۵ نفر است. این شهر در منطقه خلیج سانفرانسیسکو و نزدیک سانفرانسیسکو و در کنار شهر والهو قرار دارد. بنیسیا در سمت شمالی تنگه کارکوئینز واقع شده‌است و دقیقاً مشرف به کارکوئینز می‌باشد.